# Odontocera albitarsis
Odontocera albitarsis är en skalbaggsart som beskrevs av Julius Melzer 1922. Odontocera albitarsis ingår i släktet Odontocera och familjen långhorningar. Inga underarter finns listade i Catalogue of Life.